# Heritiera
Heritiera Aiton, 1789 è un genere di piante della famiglia Malvaceae.

## Tassonomia
Il genere comprende le seguenti specie:
- Heritiera actinophylla (F.M.Bailey) Kosterm.
- Heritiera albiflora (Ridl.) Kosterm.
- Heritiera angustata Pierre
- Heritiera arafurensis Kosterm.
- Heritiera aurea Kosterm.
- Heritiera borneensis (Merr.) Kosterm.
- Heritiera burmensis Kosterm.
- Heritiera catappa Kosterm.
- Heritiera cordata Kosterm.
- Heritiera densiflora (Pellegr.) Kosterm.
- Heritiera dubia Wall. ex Kurz
- Heritiera elata Ridl.
- Heritiera fomes Banks
- Heritiera gigantea Kosterm.
- Heritiera globosa Kosterm.
- Heritiera impressinervia Kosterm.
- Heritiera javanica (Blume) Kosterm.
- Heritiera kanikensis Majumdar & L.K.Banerjee
- Heritiera kuenstleri (King) Kosterm.
- Heritiera littoralis Aiton
- Heritiera longipetiolata Kaneh.
- Heritiera macrophylla Wall. ex Kurz
- Heritiera macroptera Kosterm.
- Heritiera magnifica Kosterm.
- Heritiera montana Kosterm.
- Heritiera novoguineensis Kosterm.
- Heritiera ornithocephala Kosterm.
- Heritiera papilio Bedd.
- Heritiera parvifolia Merr.
- Heritiera peralata (F.M.Bailey) Kosterm.
- Heritiera percoriacea Kosterm.
- Heritiera polyandra (L.S.Sm.) Kosterm.
- Heritiera pterospermoides Kosterm.
- Heritiera rumphii Kosterm.
- Heritiera simplicifolia (Mast.) Kosterm.
- Heritiera solomonensis Kosterm.
- Heritiera sumatrana (Miq.) Kosterm.
- Heritiera sylvatica S.Vidal
- Heritiera trifoliolata (F.Muell.) Kosterm.
- Heritiera utilis (Sprague) Sprague